# Jerónimo Elavoko Wanga
Jerónimo Elavoko Wanga (Catabola, 24 de abril de 1934 — Joanesburgo, 3 de abril de 2007) foi um matemático, professor, educador e político angolano. Foi membro do Parlamento Pan-Africano representando Angola de 2004 até sua morte em 2007.
Nasceu a 24 de abril de 1934 em Chissamba, no município de Catabola, na província do Bié. Cresceu e recebeu educação primária na mesma localidade. Foi licenciado em matemática e trabalhou profissionalmente como professor. Abandonou a docência para filiar-se à União Nacional para a Independência Total de Angola (UNITA). Trabalhou como educador e formador de quadros nas intituições de ensino do partido.
Em janeiro de 1975 compôs o Conselho Presidencial do Governo de Transição, como Ministro da Educação e Cultura.
Foi eleito no círculo eleitoral da província do Bié nas eleições de 1992. Jerónimo Wanga foi o segundo vice-presidente da Assembleia Nacional, onde foi, entre outras funções, chefe do grupo parlamentar da UNITA. Em 2004 a Assembleia Nacional o elegeu como deputado para o Parlamento Pan-Africano representando Angola, tendo permanecido em funções até sua morte em 2007.